# Anita Márton
Anita Márton (Szeged, 15 de enero de 1989) es una deportista húngara que compite en atletismo, especialista en la prueba de lanzamiento de peso.
Participó en tres Juegos Olímpicos de Verano, entre los años 2012 y 2020, obteniendo una medalla de bronce en Río de Janeiro 2016.
Ganó una medalla de plata en el Campeonato Mundial de Atletismo de 2017 y dos medallas en el Campeonato Mundial de Atletismo en Pista Cubierta, oro en 2018 y plata en 2016.
Además, obtuvo dos medallas en el Campeonato Europeo de Atletismo, en los años 2014 y 2016, y tres medallas en el Campeonato Europeo de Atletismo en Pista Cubierta entre los años 2015 y 2019.
En 2016 recibió la Cruz de oro de la Orden del Mérito de Hungría.

## Palmarés internacional
| Juegos Olímpicos                     | Juegos Olímpicos          | Juegos Olímpicos  | Juegos Olímpicos |
| Año                                  | Lugar                     | Medalla           | Prueba           |
| ------------------------------------ | ------------------------- | ----------------- | ---------------- |
| 2016                                 | Río de Janeiro (Brasil)   | Medalla de bronce | Peso             |
| Campeonato Mundial                   |                           |                   |                  |
| Año                                  | Lugar                     | Medalla           | Prueba           |
| 2017                                 | Londres (Reino Unido)     | Medalla de plata  | Peso             |
| Campeonato Mundial en Pista Cubierta |                           |                   |                  |
| Año                                  | Lugar                     | Medalla           | Prueba           |
| 2016                                 | Portland (Estados Unidos) | Medalla de plata  | Peso             |
| 2018                                 | Birmingham (Reino Unido)  | Medalla de oro    | Peso             |
| Campeonato Europeo                   |                           |                   |                  |
| Año                                  | Lugar                     | Medalla           | Prueba           |
| 2014                                 | Zúrich (Suiza)            | Medalla de bronce | Peso             |
| 2016                                 | Ámsterdam (Países Bajos)  | Medalla de plata  | Peso             |
| Campeonato Europeo en Pista Cubierta |                           |                   |                  |
| Año                                  | Lugar                     | Medalla           | Prueba           |
| 2015                                 | Praga (República Checa)   | Medalla de oro    | Peso             |
| 2017                                 | Belgrado (Serbia)         | Medalla de oro    | Peso             |
| 2019                                 | Glasgow (Reino Unido)     | Medalla de bronce | Peso             |